# SC-3000

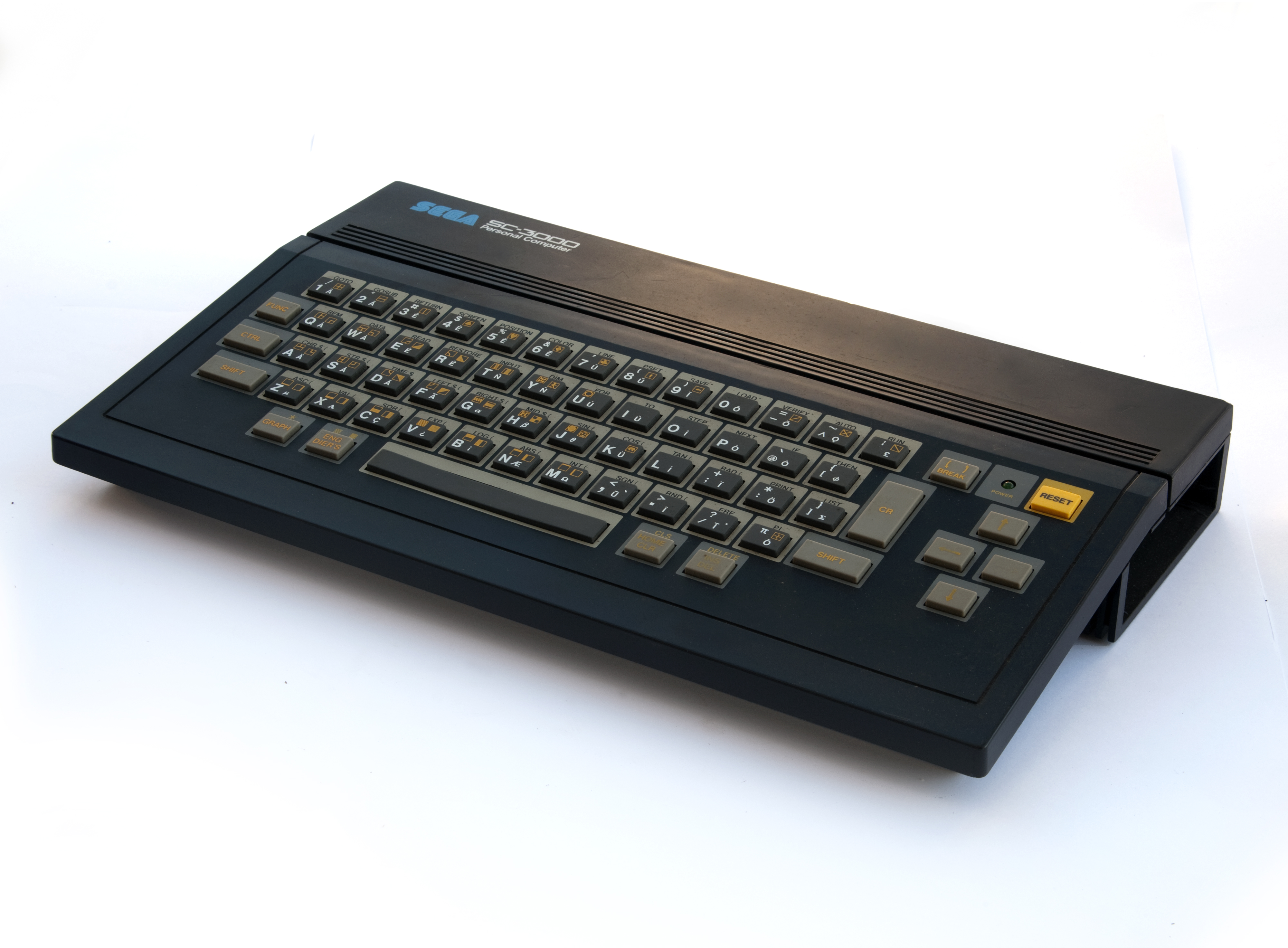
Sega SC-3000

SC-3000 je počítačový ekvivalent ke kartridžové konzoli SG-1000 od firmy Sega. Prodávala se od listopadu roku 1983 jako počítač pro začátečníky za cenu 29 800 jenů. Díky kompatibilitě mezi výše zmíněnými systémy bylo možno spouštět navzájem aplikace určené pro jeden nebo druhý typ.
Uživatelé mohli vytvářet vlastní programy a hry, za použití, na svou dobu velice pokrokových funkcí, např. jednotky pro syntézu hlasu nebo světelnou pistoli.
Do prodeje se později dostala varianta SC-3000H, která obsahovala více paměti RAM a pokročilejší klávesnici (což byl velice očekávaný moment, neboť SC-3000 disponovala pouze nekvalitní membránovou klávesnicí). SC-3000H stála 33 800 jenů.
Poslední úpravou na bázi SC-3000 byla varianta SF-7000, disponující 64 kB RAM, 8 kB ROM, 3" disketovou mechanikou, paralelním rozhraním Centronics a sériovým portem standardu RS-232.

## Technické parametry

### Procesor
- NEC 780C na 3,58 MHz (klon Zilog Z-80A)

### Paměť
- 16 kB RAM (32 nebo 48 kB u SC-3000H)
- 16 kB VRAM (videočip VDP TMS9918)
- 18 kB ROM (32 kB u SC-3000H) – uložen BASIC

### Video
- Texas Instruments TMS9929A VDP
- 40x25 znaků v textovém módu v 16 barvách v 16stupňovém jasu (64 barev z palety 256)
- 256x220 bodů (256x192 bodů u SC-3000) v grafickém módu v 16 barvách v 16stupňovém jasu (64 barev z palety 256)

### Audio
- Texas Instruments SN-76596 PCM audio processor (6-kanálový zvuk)

### I/O
- RGB výstup
- Audio výstup
- joystick vstup
- cartridge vstup
- SJ 300
- SJ 400
- SJ 1000 port pro komunikaci s magnetofonem
- expanzní slot

### Příslušenství
- Joystick
- kazetový magnetofon
- 3" disketová mechanika

## Klony
- Dyna 2-in-1
- Othello Multivision FG-1000
- Othello Multivision FG-2000
- Pioneer TV Video Game Pack SD-G5
- Telegames Personal Arcade